# Stadion Kaldeborn
Het Stadion Kaldeborn is een voormalig voetbalstadion in de Nederlandse stad Heerlen. Het stadion ligt op sportpark Kaldeborn. Het sportpark wordt begrens door Molenberg in het noorden en de Heerlerbaan in het zuiden.

## Geschiedenis
De eerste plannen voor een voetbalstadion werden geopperd voor de start van het betaald voetbal in Nederland. In 1954 werd er een vaste bespeler gevonden voor het stadion, namelijk Rapid '54. De club zou, zodra het stadion gebouwd was, verhuizen naar het nieuwe onderkomen. Door de fusie met Juliana later in het seizoen 1954/55 werden die plannen afgeschoten. In 1957 werd begonnen met de bouw van een multifunctioneel sportcomplex waar het stadion de grote blikvanger zou moeten worden. Naast voetbal zouden er ook hockey-, volleybal-, tennis-, zwem- en wielerwedstrijden gehouden kunnen worden. Voor de aanleg van het complex werd grond gekocht van de Oranje-Nassaumijnen. Eind dat jaar werden de eerste velden gereed gemaakt voor sportwedstrijden en betrokken enkele lokale sportverenigingen de velden. In de zomer van 1962 werd het stadion officieus geopend met een sportdag. Omdat geen enkele betaaldvoetbalclub in de regio het stadion als vast thuisstadion ging gebruiken, werd vanaf het seizoen 1963/64 het eerste elftal van VVH '16 de vaste bespeler. In het seizoen 1965/66 speelde Roda JC er eenmalig een competitiewedstrijd tegen SVV (2–0). Tot in het begin van de jaren '80 werd het stadion gebruikt als voetbalstadion. Hierna werd het veld verwijderd en werden er twee kunstgras hockeyvelden aangelegd. Het eerste team van VVH '16 ging weer spelen op de overige voetbalvelden op het sportpark.

## Tegenwoordig
Anno 2020 wordt er in en rondom het sportpark niet meer gevoetbald. Enkel de hockeyvelden van HC Nova en de tennisbanen van SC Kaldeborn zijn er nog te vinden. In mei 2020 werd bekend gemaakt dat het stadion een gemeentelijk monument wordt.